# Truus Hennipman

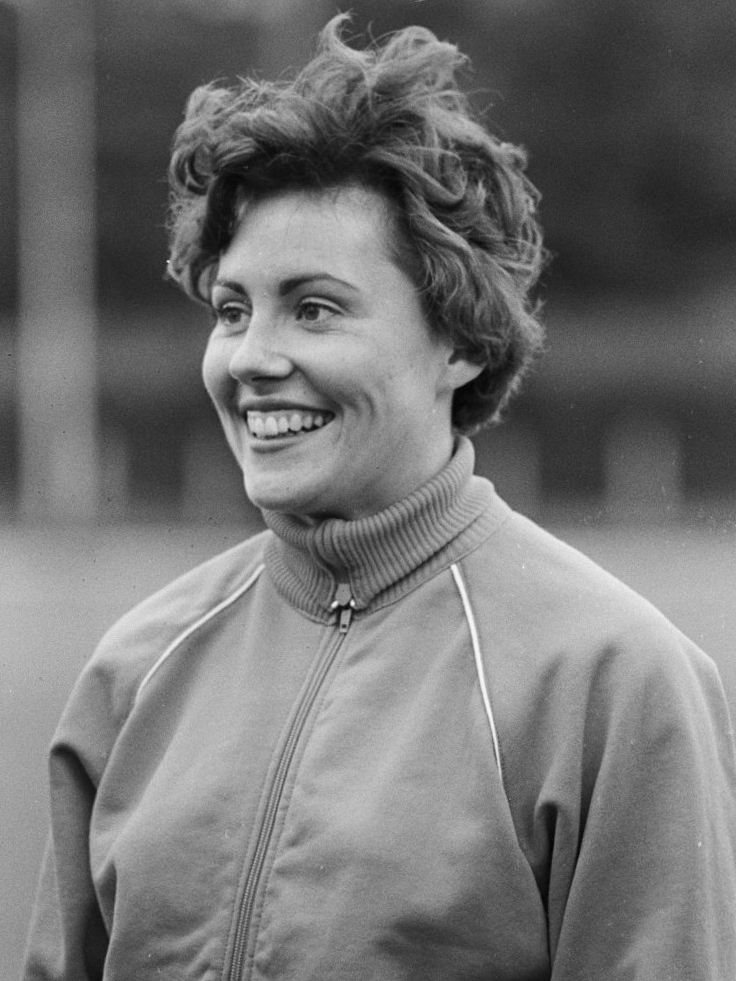
Truus Hennipman, 1966

Truus Hennipman (eigentlich Geertruida Leonie Hennipman, geb. Cruiming; * 15. Juni 1943 in Amsterdam; † 17. August 2024) war eine niederländische Sprinterin.

## Sportliche Laufbahn
1966 wurde sie bei den Leichtathletik-Europameisterschaften in Budapest Achte über 200 m und Siebte in der 4-mal-100-Meter-Staffel.
Bei den Olympischen Spielen 1968 in Mexiko-Stadt wurde sie Vierte in der 4-mal-100-Meter-Staffel. Über 200 m erreichte sie das Halbfinale und über 100 m das Viertelfinale.
1968 wurde sie Niederländische Meister über 100 m und 1965, 1966 sowie 1968 über 200 m.

## Persönliche Bestzeiten
- 100 m: 11,59 s, 14. Oktober 1968, Mexiko-Stadt
- 200 m: 23,43 s, 17. Oktober 1968, Mexiko-Stadt